# Trikala 1963 FC
El Trikala 1963 FC fue un equipo de fútbol de Grecia que alguna vez jugó en la Gamma Ethniki, la tercera categoría de fútbol en el país.

## Historia
Fue fundado en el año 2011 en la ciudad de Trikala, Grecia bajo el nombre Thyella Petroto, aunque posteriormente lo cambiaron al de AS Trikala 2011. El club militó en dos campañas en la Delta Ethniki hasta lograr el ascenso en la temporada 2012/13 a la Gamma Ethniki.
El 29 de mayo de 2013 el club cambió su nombre al de Trikala 1963 de manera legal, aunque ese nombre todavía continua bajo disputa legal, ya que el nombre y el logo son similares a los del Trikala FC (fundado en 1963) y que causa confusión al público.
En agosto del 2014 el presidente del club dice que el club no participaría en la temporada 2014/15 de la Gamma Ethniki y posteriormente el club es disuelto debido a que el club no es popular en la ciudad en comparación con el Trikala FC y se reflejaba en la poca asistencia a los estadios.

## Temporadas
- - 2011–12 Delta Ethniki Grupo 5 2º
  - 2012–13 Delta Ethniki Grupo 5 5º 
  - 2013–14 Football League 2 Grupo 3 7º